# Metamorfizm retrogresywny
Metamorfizm retrogresywny – proces inaczej zwany metamorfizmem wstecznym lub diaftorezą. Charakteryzuje się obniżeniem stopnia metamorfizmu w wyniku obniżenia temperatury i ciśnienia. Nazwa pochodzi od gr. diaftoresis – zupełne zniszczenie. Stanowi on przeciwieństwo metamorfizmu progresywnego. Przeważnie wiąże się on z wynoszeniem z dużych głębokości silnie zmetamorfzowanych kompleksów skalnych dzięki ruchom tektonicznym, a także m. w. zachodzi w strefach dyslokacyjnych (metamorfizm dyslokacyjny) i nasuwczych charakteryzujących się działalnością wypiętrzającą. Podczas diaftorezy dochodzi do przebudowy strukturalnej minerałów przystosowywujących się do nowych warunków. Produkty metamorfizmu wstecznego nazywane są diaftorytami np. łupek chlorytowy, fyllonit.